# 史蒂夫·伯特
史蒂文·德韦恩·伯特（英語：Steven Dwayne Burtt，1962年11月5日—），美国NBA联盟职业篮球运动员。他在1984年的NBA选秀中第2轮第6顺位被金州勇士选中。